# 保罗·梅德赫斯特
保罗·梅德赫斯特（英語：Paul Medhurst，1953年12月12日—2009年9月26日），新西兰、英国男子自行车运动员。他曾代表新西兰参加1974年英联邦运动会自行车比赛，获得男子双人自行车竞速铜牌。